# Драфт розширення НБА 1995
Драфт розширення НБА 1995 був десятим за ліком. Він відбувся 24 червня. На ньому новостворені команди Торонто Репторз і Ванкувер Ґріззліс могли набирати собі гравців для майбутнього сезону НБА 1995–96. Вони стали першими канадськими командами в НБА від часів Торонто Гаскіс сезону 1946–47. На драфті розширення новоствореним командам дозволено вибирати гравців з інших команд ліги. Кожна з 27 команд захистила на цьому драфті по 9 гравців від можливості бути вибраними, тож Репторз і Ґріззліс вибрали відповідно 14 і тринадцять незахищених гравців, по одному з кожної команди. Напередодні драфту киданням монети ліга визначила порядок вибору цими командами гравців на драфті 1995 і драфті розширення. Ґріззліс виграли кидання монети і отримали вищий драфт-пік на драфті 1995, тоді як Репторз змогли вибрати собі 14 гравців на драфті розширення.

## Драфт

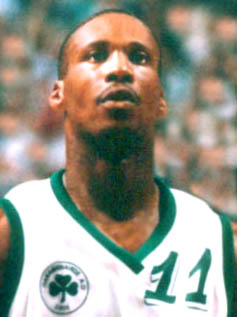
Байрон Скотт був вибраний Ванкувер Ґріззліс з Індіана Пейсерз під 18-м піком.

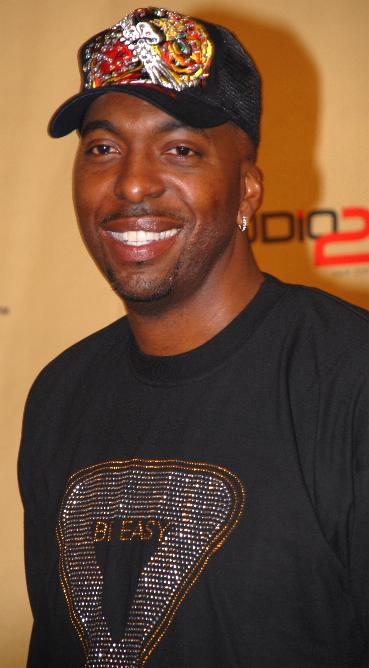
Джон Саллі був вибраний Торонто Репторз з Маямі Гіт під 25-м піком.

| Поз.    | G        | F        | C         |
| Позиція | Захисник | Нападник | Центровий |

| + | Позначає гравців, які взяли участь принаймні в одній грі матчу всіх зірок НБА    |
| # | Позначає гравців, які жодного разу не грали в регулярному сезоні НБА або плей-оф |

| Вибір | Гравець            | Поз. | Громадянство | Команда НБА       | Попередня команда           | Роки в НБА[a] | Роки в складі цієї франшизи[b] | Прим.  |
| ----- | ------------------ | ---- | ------------ | ----------------- | --------------------------- | ------------- | ------------------------------ | ------ |
| 1     | Бі Джей Армстронг+ | G    | США          | Торонто Репторз   | Чикаго Буллз                | 6             | —[c]                           | [ 3 ]  |
| 2     | Грег Ентоні        | G    | США          | Ванкувер Ґріззліс | Нью-Йорк Нікс               | 4             | 1995–1997                      | [ 4 ]  |
| 3     | Тоні Массенберг    | F    | США          | Торонто Репторз   | Лос-Анджелес Кліпперс       | 3             | 1995–1996                      | [ 5 ]  |
| 4     | Родні Дент#[A]     | F    | США          | Ванкувер Ґріззліс | Орландо Меджик              | 0[d]          | —[c]                           | [ 6 ]  |
| 5     | Андрес Гіберт      | F/C  | Куба[e]      | Торонто Репторз   | Міннесота Тімбервулвз       | 2             | —[c]                           | [ 7 ]  |
| 6     | Антоніо Гарві      | F/C  | США          | Ванкувер Ґріззліс | Лос-Анджелес Лейкерс        | 2             | 1995                           | [ 8 ]  |
| 7     | Кіт Дженнінгс      | G    | США          | Торонто Репторз   | Голден-Стейт Ворріорс       | 3             | —[c]                           | [ 9 ]  |
| 8     | Реджі Слейтер      | F    | США          | Ванкувер Ґріззліс | Денвер Наггетс              | 1             | —[c]                           | [ 10 ] |
| 9     | Донтоніо Вінгфілд  | F    | США          | Торонто Репторз   | Сіетл Суперсонікс           | 1             | —[c]                           | [ 11 ] |
| 10    | Тревор Раффін      | G    | США          | Ванкувер Ґріззліс | Фінікс Санз                 | 1             | —[c]                           | [ 12 ] |
| 11    | Даг Сміт           | F    | США          | Торонто Репторз   | Даллас Маверікс             | 4             | —[c]                           | [ 13 ] |
| 12    | Деррік Фелпс       | G    | США          | Ванкувер Ґріззліс | Сакраменто Кінґс            | 1             | —[c]                           | [ 14 ] |
| 13    | Джером Керсі       | F    | США          | Торонто Репторз   | Портленд Трейл-Блейзерс     | 11            | —[c]                           | [ 15 ] |
| 14    | Ларрі Стюарт       | F    | США          | Ванкувер Ґріззліс | Вашингтон Буллетс           | 4             | —[c]                           | [ 16 ] |
| 15    | Жан Табак          | C    | Хорватія[f]  | Торонто Репторз   | Х'юстон Рокетс              | 1             | 1995–1998                      | [ 17 ] |
| 16    | Кенні Гаттісон     | F/C  | США          | Ванкувер Ґріззліс | Шарлотт Горнетс             | 8             | 1995–1996                      | [ 18 ] |
| 17    | Віллі Андерсон     | G/F  | США          | Торонто Репторз   | Сан-Антоніо Сперс           | 7             | 1995–1996                      | [ 19 ] |
| 18    | Байрон Скотт       | G    | США          | Ванкувер Ґріззліс | Індіана Пейсерз             | 12            | 1995–1996                      | [ 20 ] |
| 19    | Ед Пінкні          | F    | США          | Торонто Репторз   | Мілвокі Бакс                | 10            | 1995–1996                      | [ 21 ] |
| 20    | Джеральд Вілкінс   | G/F  | США          | Ванкувер Ґріззліс | Клівленд Кавальєрс          | 9             | 1995–1996                      | [ 22 ] |
| 21    | Ейсі Ерл           | F/C  | США          | Торонто Репторз   | Бостон Селтікс              | 2             | 1995–1997                      | [ 23 ] |
| 22    | Бенуа Бенжамін     | C    | США          | Ванкувер Ґріззліс | Нью-Дже́рсі Нетс             | 10            | 1995                           | [ 24 ] |
| 23    | Бі Джей Тайлер     | G    | США          | Торонто Репторз   | Філадельфія Севенті-Сіксерс | 1             | —[c]                           | [ 25 ] |
| 24    | Даг Едвардс        | F    | США          | Ванкувер Ґріззліс | Атланта Гокс                | 2             | 1995–1996                      | [ 26 ] |
| 25    | Джон Саллі         | F/C  | США          | Торонто Репторз   | Маямі Гіт                   | 9             | 1995–1996                      | [ 27 ] |
| 26    | Блу Едвардс        | G/F  | США          | Ванкувер Ґріззліс | Юта Джаз                    | 6             | 1995–1998                      | [ 28 ] |
| 27    | Олівер Міллер      | C    | США          | Торонто Репторз   | Детройт Пістонс             | 3             | 1995–1996; 1997–1998           | [ 29 ] |

## Нотатки
- a  Кількість років, провдених в НБА до драфту
- b  Кар'єра в складі команди розширення, яка задрафтувала гравця
- c  Не зіграв жодного матчу за франшизу
- d  Не зіграв у НБА жодного матчу до драфту розширення
- e  1993 року Андрес Гіберт втік з Куби в Пуерто-Рико.[30]
- f  Жан Табак грав за збірну Югославії до розпаду СФРЮ 1992 року.

## Угоди перед драфтом
До дня драфту відбулись такі угоди між командами, результатом яких став обмін майбутніми драфт-піками, разом з особливими угодами щодо драфту розширення.
- A  Ванкувер Ґріззліс погодилися вибрати Родні Дента з Орландо Меджик в обмін на майбутній драфт-пік другого раунду.[31]